# Can Carabassa
Can Carabassa és un edifici situat al barri de la Font d'en Fargues de Barcelona, catalogat com a bé cultural d'interès local.

## Història
La primera notícia és del 1655, quan era propietat de Nicolau de Melgar i la seva dona Teresa. El 1709 va ser adquirida per Francesc Folch, i la seva neta Llúcia es va casar amb Josep Ignasi Carabassa, que el 1798 va promoure'n la transformació de l'antiga masia en una mansió. L'obra s'atribueix a l'arquitecte Tomàs Soler i Ferrer, fill del també arquitecte Joan Soler i Faneca, que aquell mateix any va demanar que s'acabés la conducció de la mina d'aigua de Sant Genís dels Agudells.
L'any 1803, els Carabassa vengueren la finca a Josep Anton de Gispert i Augirot, que va morir el 1825, i els seus hereus la vengueren a Climent Guix i Borràs.
El 1909 fou adquirida per Carles Marés i Robert, un indià enriquit a Amèrica, on es va casar amb Isabel Gribbin, i la van rebatejar com a Vil·la Maryland en honor al lloc d'origen de la dona. Carles Marés va morir el 1930 i la finca va ser heretada pels seus fills Josep Carles, Josepa i Joaquim Pere Marés i Gribbin, aquest darrer un cèlebre violinista. Els germans Marés i Gribbin en segregaren diverses parcel·les per a cases unifamiliars amb jardí al carrer del Marquès de Foronda, i el 1954 vengueren la resta als Germans de la Sagrada Família de Belley, dedicats a l'ensenyament.
El setembre del 1956 s'hi va inaugurar el nou col·legi, ampliat a començaments de la dècada següent amb quatre pavellons, i el 1975 un altre destinat a l'administració i residència de la comunitat. El 1984 s'hi inaugurà la piscina i la pista poliesportiva, i el 1994, els germans de la Sagrada Família van adquirir a l'Ajuntament de Barcelona una parcel·la on hi havia estat la casa del masover.

## Descripció
Les terres de conreu de l'antiga masia, travessades pel torrent d'en Carabassa, que les regava, es dedicaven principalment a la vinya. Tenien cup, bótes i trull i la terra era treballada per masovers.
La mansió té tres cossos: un de central, més alt, amb dues façanes semblants, i porxos laterals a la primera planta i quatre grans columnes a cada façana. Fins a la instal·lació del col·legi, hi havia dos cossos annexos de planta baixa, destinats als utensilis de conreu.
A la part posterior de la casa hi havia un jardí romàntic amb arbres fruiters i plantes trepadores. Al davant hi havia un estany amb una estàtua de sant Josep amb el nen Jesús, que fou traslladada a un altre indret de la finca.